# حکان
حکان، روستایی در دهستان درگزین سفلی بخش مرکزی شهرستان درگزین در استان همدان ایران است.

## ویژگی‌ها
شغل اکثر اهالی روستا کشاورزی ودامداری است. برای رفتن به این روستا باید از شهر قروه درگزین حرکت کرده و با رسیدن به روستای درگزین از طریق سه راه درگزین تغییر مسیرداده و به سمت بالا (شمال) حرکت کرده و پس از طی مسیری حدوداً ۱۰ کیلومتری و با عبور از روستای سیلک به روستای حکان می‌رسیم که همانند سایر روستاهای هم ردیف خود همچون نواری در حدفاصل بین کوه‌های خرقان (قاراقان) و درگزین کهن چیده شده‌اند. تمام این مسیر (شهر قروه درگزین-حکان) جاده دو لاین آسفالته می‌باشد و روستا از تمام امکانات رفاهی اولیه برخوردار می‌باشد.
این روستا از جمله روستاهایی می‌باشد که علیرغم گستردگی و جمعیت نه چندان زیادش، از خودکفایی قابل ذکری برخوردار بوده و تقریباً تمام مایحتاج روزانه غیردولتی آن در خود روستا تأمین می‌شود.

## جمعیت
بر پایه سرشماری عمومی نفوس و مسکن در سال ۱۳۹۵، جمعیت این روستا برابر با ۱٬۰۶۳ نفر (۲۵۶ خانوار) بوده‌است.